# Bédeille (Pireneje Atlantyckie)
Bédeille – miejscowość i gmina we Francji, w regionie Nowa Akwitania, w departamencie Pireneje Atlantyckie.
Według danych na rok 1990 gminę zamieszkiwały 204 osoby, a gęstość zaludnienia wynosiła 53 osób/km² (wśród 2290 gmin Akwitanii Bédeille plasuje się na 973. miejscu pod względem liczby ludności, natomiast pod względem powierzchni na miejscu 1494.).